# 월드 사이버 게임즈 2010
월드 사이버 게임즈 2010(World Cyber Games 2010)는 2010년 9월 30일부터 10월 3일까지 걸쳐 미국 로스앤젤레스에서 개최된 e스포츠 대회이다. 60개 국가에서 선발된 총 450명이 참가하며 총 상금 규모는 25만 달러이다.

## 정식 종목

### PC 게임
- 워크래프트 III: 프로즌 쓰론
- 스타크래프트: 브루드 워
- 카운터-스트라이크 1.6
- FIFA 10
- 캐롬 3D
- 트랙매니아

### Xbox 360 게임
- 기타 히어로 5
- 포르자 모터스포츠 3
- 철권 6

### 모바일 게임
- 아스팔트 5

### 프로모션 게임
- 리그 오브 레전드
- 로스트사가
- 퀘이크워즈 온라인

## 결과
| 종목 및 메달                | Gold       | Silver     | Bronze         | 4위           |
| 워크래프트 III: 프로즌 쓰론 | ReMinD     | Grubby     | Lyn            | Nicker        |
| 카운터-스트라이크           | NaVi       | mTw.dk     | Frag-Executors | compLexity    |
| 트랙매니아                  | FrostBeule | Pezi       | Carl           |               |
| 스타크래프트: 브루드 워     | By.FlaSh   | By.GooJila | n.Die_Jaedong  | Yayba         |
| 철권 6                      | Knee       | AO(ALI)    | honnda         | Leok          |
| FIFA 10                     | daimonde   | Zola       | bl4ck_p01nt    | Gimli         |
| 캐롬 3D                     | Pantaneiro | TheLogaN   | MARCJACOBS     | Indigo_Ferret |
| 기타 히어로 5               | Acai28     | ti.Monkey  | Kaos.Boyke     | rudeism       |
| 아스팔트 5                  | Tenshii    | KimBuJa    | Mussuri        | Gamaoriginal  |
| 퀘이크워즈                  | AmeriMiX   | -ET-       | FOOOOT         | TMNT          |